# Leucascus
Leucascus é um gênero de esponja marinha da família Leucascidae.

## Espécies
- Leucascus amitsbo Hôzawa, 1929
- Leucascus clavatus Dendy, 1893
- Leucascus compressus (Dendy & Frederick, 1924)
- Leucascus insignis (Row & Hozawa, 1931)
- Leucascus lobatus Rapp, 2004
- Leucascus neocaledonicus Borojevic & Klautau, 2000
- Leucascus roseus Lanna, Rossi, Cavalcanti, Hajdu & Klautau, 2007
- Leucascus simplex Dendy, 1893